# 第2太陽周期
第2太陽周期 (Solar cycle 2) は、1755年に太陽黒点の活動が記録され始めてから2番目の太陽活動周期である。1766年6月から1775年6月まで9年続いた。月平均の平滑化太陽黒点数の最大は193.0個（1769年9月）であり、最小（周期開始時）は18.6個であった。
この周期のアレクサンダー・ウィルソンによる太陽黒点の観測により、ウィルソン効果が示された。

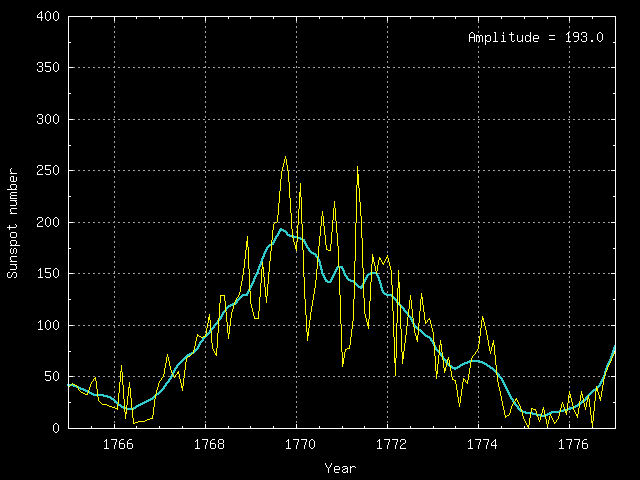
黄色い線は月平均の黒点数、青い線は平滑化された黒点数を表す